# Волкова, Екатерина Юрьевна
Екатери́на Ю́рьевна Во́лкова (род. 16 марта 1974, Томск) — российская актриса театра, кино и телевидения, певица, автор песен и модель.

## Биография

### Начало карьеры
Родилась 16 марта 1974 года в Томске.
Мать — врач, заведующая экстренной лабораторией, отец — инженер; был брат Евгений, врач-гинеколог. В отроческие годы вместе с семьёй переехала в Тольятти. Отец ушёл из семьи рано, с ним дочери запретили видеться, однако уже в преклонном возрасте при участии Екатерины тяжело больной отец был возвращён в семью.
В детстве мечтала стать врачом, после школы приходила к матери в лабораторию и следила за тем, что происходит на работе. Позже захотела стать певицей, любила смотреть концерты Аллы Пугачёвой. Екатерина посещала хоровую студию «Калинка», окончила школу искусств по классу фортепиано и музыкальное училище по классу хоровое дирижирование. Пела в ресторанах. В 1994 году Волкова поступила в студию при тольяттинском театре «Колесо»; в театре её многому научил первый наставник, народный артист России, главный режиссёр Глеб Дроздов. В 1995 году Волкова поступила в Ярославский театральный институт на курс профессора Вячеслава Шалимова. Дебютировал на сцене первого русского театра имени Ф. Г. Волкова в роли Настеньки в спектакле «Фома» по Ф. М. Достоевскому «Село Степанчиково и его обитатели». На третьем курсе, в 1997 году перевелась в ГИТИС, где сыграла роль Маргариты в спектакле «Мастер и Маргарита» — Екатерину на роль утвердил Марк Захаров. В течение 20 лет играла Маргариту в Московском театре имени Станиславского и в Театре-музее имени Булгакова. Играла в Российском академическом молодёжном театре в 1999—2001 годах в спектакле «Эвридика и Орфей». Участвовала в творческих лабораториях А. Васильева, работала с Климом спектакль «Альцест», исполнила роль «Сесиль» по мотивам пьесы Мольера. В настоящее время работает в МХАТ имени Горького.

### На телевидении и в кино

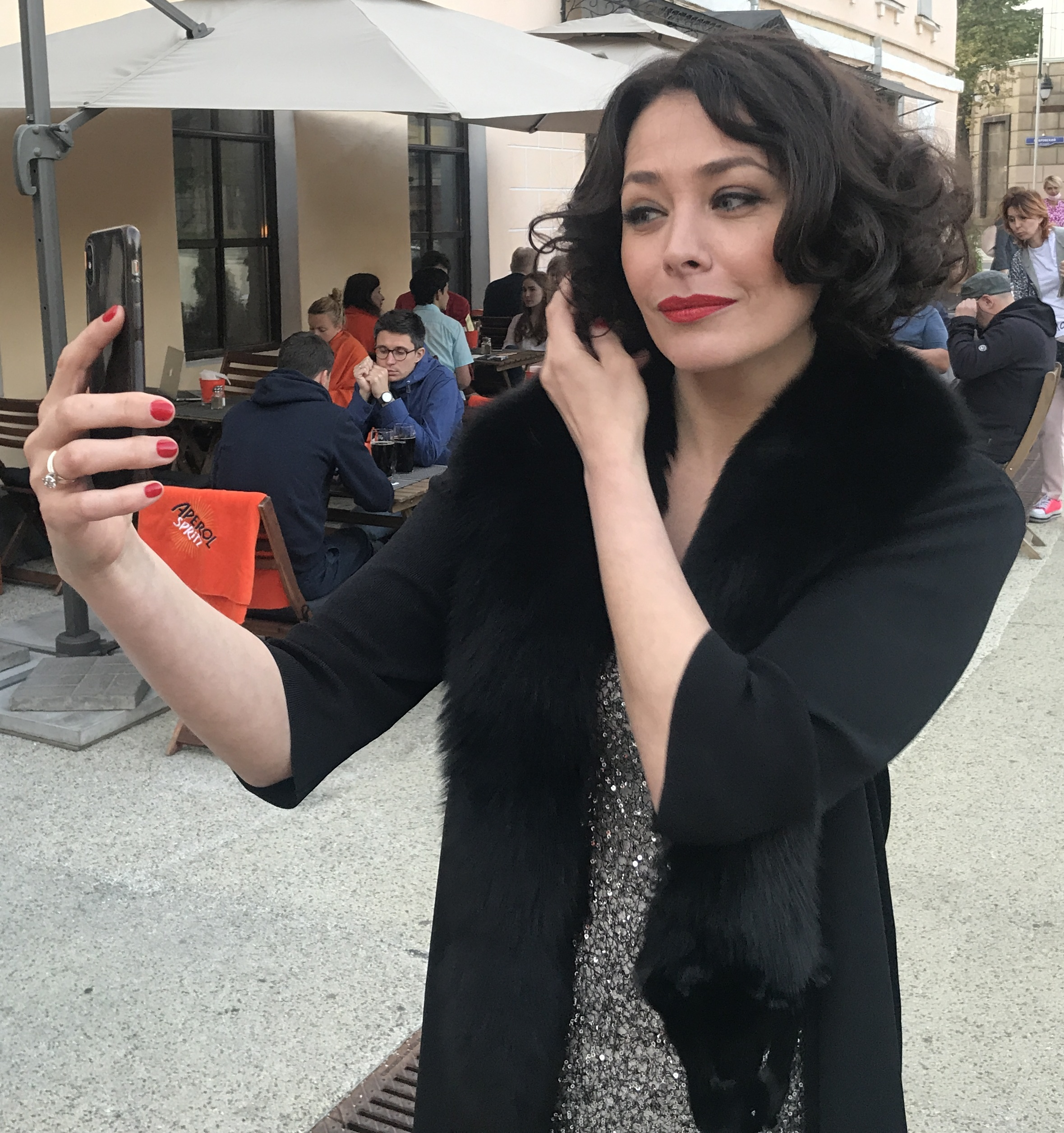
Перед началом концерта в кафе Imagine на улице Покровка в Москве. 14 июня 2018 года

Первым фильмом в кинокарьере стал «Коллекционер» Юрия Грымова. Настоящую популярность на телевидении ей принесли телесериалы «КГБ в смокинге» и «Next 2» (Екатерину порекомендовал на роль Александр Абдулов, с театральной антрепризой которого она затем гастролировала в США). За свою карьеру Волкова снялась более чем в 90 фильмах и телесериалах, среди которых также выделяются «До смерти красива», «Саранча», «Влюблённые женщины», «Фарца» и «Паук», также выступает с сольной программой с джаз-группой «Агафонников-Band» Владимира Агафонникова.
В 2015 году основала бренд одежды и аксессуаров Wolka, а также создала персональную линию по выпуску модной женской одежды. Занимается благотворительностью.

### Личная жизнь
- Первый муж — Алексей. В браке родилась дочь Валерия, которую после развода забрала в Москву[7]; затем Валерия училась в Марбурге на социолога и психолога, занимается психотерапией через танцы[9]. В 2022 году у Валерии родился сын Тимофей[11].
- Состояла позже в отношениях с продюсером, театральным режиссёром Эдуардом Бояковым. Под влиянием Боякова стала увлекаться эзотерикой и индийской философией, вместе с тантристами и йогами совершила путешествие в Индию, поднималась на высоту 6000 м[4].
- Второй муж — кинорежиссёр и кинопродюсер Сергей Члиянц. Познакомилась на фестивале кино в Ханты-Мансийске, расписалась через год. Расстались из-за непреодолимых разногласий[7].
- Третий муж — писатель и политический деятель Эдуард Лимонов (1943—2020). Сначала Екатерина увлеклась его литературными произведениями, которые несколько месяцев читала взахлёб. Познакомилась после съёмок телесериала «КГБ в смокинге» на одном из вернисажей[8], под влиянием Лимонова она кардинально изменила имидж и постриглась наголо[7][12]. В новом имидже Волкова снималась в 2007 году в остросюжетном фильме «2-Асса-2», где исполнила самую популярную свою песню — «Она»[13][14]. От брака с Лимоновым у Екатерины родились сын Богдан (род. 7 ноября 2006 года) и дочь Александра (род. 17 июля 2008 года). Пара рассталась, когда Екатерина была беременна дочерью. Актриса сохранила уважение к Лимонову и добрые отношения с ним, позволяла писателю принимать участие в воспитании его детей[4][15]. Богдан учится в школе с углублённым изучением английского, Александра — на отделении искусств[9]. Вместе с детьми актриса некоторое время жила в Индии[4].
- В 2015 году встречалась с бизнесменом Василием Дюжевым, однако рассталась и с ним[4].

## Санкции
19 октября 2022 года на фоне вторжения России на Украину внесена в санкционный список Украины за «пропаганду путинского режима и поддержку войны против Украины».

## Фильмография
| Год       |     | Название                                                                           | Роль                                                                                  |
| --------- | --- | ---------------------------------------------------------------------------------- | ------------------------------------------------------------------------------------- |
| 2001      | ф   | Коллекционер                                                                       | Маша                                                                                  |
| 2002—2003 | с   | Next                                                                               | Ольга Сергеевна Кирсанова                                                             |
| 2003      | с   | Инструктор                                                                         | Рита                                                                                  |
| 2003      | с   | Люди и тени-2. Оптический обман                                                    | Таня                                                                                  |
| 2003      | ф   | О любви                                                                            | Нюта                                                                                  |
| 2005      | с   | КГБ в смокинге                                                                     | Валентина Васильевна Мальцева, журналист                                              |
| 2006      | ф   | Вдох-выдох                                                                         | Вера, высокооплачиваемая проститутка                                                  |
| 2006      | ф   | Живой                                                                              | жена Славика                                                                          |
| 2006      | с   | Капитанские дети                                                                   | Нина Соболева, подруга Егора                                                          |
| 2008      | док | Человек в кадре. Иван Дыховичный                                                   | Имя персонажа не указано                                                              |
| 2008      | ф   | Клинч                                                                              | Анна Сергеевна Погодина                                                               |
| 2008      | ф   | Мой осенний блюз                                                                   | Варвара, дочь Ольги и Григория                                                        |
| 2009      | ф   | 2-Асса-2                                                                           | Аделаида (Ада), певица                                                                |
| 2010      | ф   | Богини правосудия                                                                  | Евгения Мазалова                                                                      |
| 2010      | с   | Такая обычная жизнь                                                                | Лариса Николаевна Агеева                                                              |
| 2011      | с   | Возмездие                                                                          | Александра, цыганка, ушедшая из табора                                                |
| 2011      | с   | Естественный отбор                                                                 | Ольга Коробова, телеведущая, бизнес-леди, бывшая жена Скворцова                       |
| 2011      | с   | Пандора                                                                            | Елена Павловна Витяева, жена Андрея                                                   |
| 2011      | кор | Дядя из Чикаго                                                                     | Надя                                                                                  |
| 2011      | с   | Краткий курс счастливой жизни                                                      | Полина, жена Арсения                                                                  |
| 2012      | с   | Товарищи полицейские (серия № 28)                                                  | Наталья Андреевна Озерцова, новый сотрудник отдела полиции по борьбе с мошенничеством |
| 2012      | с   | Уравнение любви                                                                    | Мира                                                                                  |
| 2012      | ф   | Искупление                                                                         | жена профессора Павла Даниловича                                                      |
| 2013      | с   | До смерти красива                                                                  | Эльвира Саровская, старший партнёр Добровольского, соучредитель компании              |
| 2013      | ф   | Пока ещё жива                                                                      | Анжела Резник                                                                         |
| 2013      | ф   | Синдром Шахматиста                                                                 | Марина Николаева, жена Павла                                                          |
| 2013      | с   | Шулер                                                                              | Екатерина Андреевна, мать Костика Волошина                                            |
| 2013      | с   | Двойная жизнь                                                                      | Екатерина Петровна Савельева                                                          |
| 2013      | ф   | Вечная сказка                                                                      | Ирина                                                                                 |
| 2013      | ф   | Саранча                                                                            | Наталья                                                                               |
| 2013      | с   | На крыльях                                                                         | Крылова, мама Маши                                                                    |
| 2014      | ф   | Ветер в лицо                                                                       | Алла Валерьевна Мартынова, владелица бутика                                           |
| 2014      | кор | Внутри музыки                                                                      | Мусаева                                                                               |
| 2014      | ф   | Секс, кофе, сигареты (новелла «Отец»)                                              | неверная женщина                                                                      |
| 2014      | ф   | Время собирать                                                                     | Ольга Николаевна, завуч школы                                                         |
| 2014      | с   | Дорога домой                                                                       | Лариса Карпова, бывшая девушка Андрея                                                 |
| 2014      | с   | До свидания, мальчики                                                              | Анна Георгиевна, жена Ивана Стрельникова                                              |
| 2014      | кор | Ценность                                                                           | Елена                                                                                 |
| 2014      | кор | Шредер                                                                             | Имя персонажа не указано                                                              |
| 2015      | ф   | Родина                                                                             | Кристина                                                                              |
| 2015      | с   | Влюблённые женщины                                                                 | Екатерина                                                                             |
| 2015      | с   | Фарца                                                                              | Валерия Дмитриевна Ланская, редактор журнала «Юность»                                 |
| 2015      | с   | Паук                                                                               | Александра Петрова («Алекс»), манекенщица Московского Дома моделей одежды             |
| 2015      | ф   | Муж по вызову                                                                      | Инна, жена Георгия                                                                    |
| 2015      | кор | Скрабл                                                                             | Имя персонажа не указано                                                              |
| 2015      | с   | Коммуналка                                                                         | Анна Сабурова                                                                         |
| 2015      | с   | Лондонград. Знай наших!                                                            | Мэри, жена британского денди Айво Эндрюса (Ивана Андреева)                            |
| 2015      | с   | Закон каменных джунглей                                                            | Зеленцова                                                                             |
| 2016      | с   | Научи меня жить                                                                    | Марина Берден                                                                         |
| 2016      | с   | Отражение радуги                                                                   | Лариса Дроздова                                                                       |
| 2016      | ф   | Ночные стражи                                                                      | мать Павла Смольникова                                                                |
| 2016      | ф   | Каменное сердце                                                                    | Галина Прокофьева, журналист                                                          |
| 2016      | с   | Штрафник                                                                           | Марина, жена Пеникера                                                                 |
| 2016      | ф   | Чужие и близкие                                                                    | Лидия, хирург-кардиолог                                                               |
| 2017      | ф   | Разбуди меня                                                                       | хозяйка магазина                                                                      |
| 2017      | ф   | Искупление / Iskuplenie                                                            | Валентина Антоновна, мать Нади                                                        |
| 2018      | с   | Скорая помощь                                                                      | Ольга Арефьева, главврач                                                              |
| 2018      | ф   | Моя звезда                                                                         | Ева                                                                                   |
| 2018      | с   | Анатомия убийства                                                                  | Луиза Верле, актриса                                                                  |
| 2018      | с   | Дорога из жёлтого кирпича                                                          | Елена Соболь, мать Павлика                                                            |
| 2018      | ф   | Короткие волны                                                                     | Оксана Дружинина                                                                      |
| 2018      | с   | Тот, кто читает мысли (Менталист) (серия № 13 «Случилось убийство, погиб человек») | Александра Телегина, жена Семёна Телегина и любовница его брата Андрея                |
| 2018      | с   | Доктор Преображенский                                                              | Марьянова                                                                             |
| 2019      | с   | Заступники                                                                         | Лариса Журавлёва (прототип — Валентина Малявина)                                      |
| 2019      | с   | Секта                                                                              | Ольга                                                                                 |
| 2019      | ф   | Молодое вино                                                                       | Мила в зрелости                                                                       |
| 2019      | с   | Скорая помощь 2                                                                    | Ольга Арефьева, главврач                                                              |
| 2019      | с   | Рикошет                                                                            | Кира                                                                                  |
| 2019      | с   | Чистые руки                                                                        | Нинель Литвинова                                                                      |
| 2019      | с   | Колл-центр                                                                         | Тома, мать Кати                                                                       |
| 2020      | с   | Золото                                                                             | Наталья                                                                               |
| 2020      | с   | Скорая помощь 3                                                                    | Ольга Арефьева, главврач                                                              |
| 2020      | с   | Разбитое зеркало                                                                   | Елена                                                                                 |
| 2020      | ф   | Смерть нам к лицу                                                                  | мама Пети                                                                             |
| 2021      | с   | Скорая помощь 4                                                                    | Ольга Арефьева, главврач                                                              |
| 2021—2023 | с   | Пищеблок                                                                           | мама Валерки                                                                          |
| 2021      | с   | Стенограмма судьбы                                                                 | снималась                                                                             |
| 2021      | с   | В активном поиске                                                                  | Юля, смотритель музея                                                                 |
| 2021      | с   | Инсомния                                                                           | Карина Николаева                                                                      |
| 2022      | с   | Этерна: Часть первая                                                               | Матильда Ракан                                                                        |
| 2022      | с   | Рикошет 2                                                                          | Кира                                                                                  |
| 2022      | с   | Начальник разведки                                                                 | Елизавета Зарубина                                                                    |
| 2022      | с   | Бедный олигарх                                                                     | Вероника, бывшая жена Виктора                                                         |
| 2022      | с   | С нуля                                                                             | Валерия, мама Даши                                                                    |
| 2022      | с   | Скорая помощь 5                                                                    | Ольга Арефьева, главврач                                                              |
| 2024—2025 | с   | Постучись в мою дверь в Москве                                                     | Жанна Градская                                                                        |
| 2024—2025 | с   | Операция «Карпаты»                                                                 | Беата                                                                                 |

## Награды
- Премия «Фигаро» (2025).[17]